# Górny Młyn (Sainte-Croix)
Pour les articles homonymes, voir Górny Młyn.
Górny Młyn est une localité polonaise de la gmina et du powiat de Końskie en voïvodie de Sainte-Croix.